# Ashley Chin
Ashley Anthony Chin (nacido el 21 de agosto de 1982), también conocido por su nombre artístico Muslim Belal, es un actor, guionista, poeta y rapero inglés de ascendencia jamaicana.
Comenzó su carrera como actor en la película de la BBC Storm Damage de 1999 y su carrera musical en 2005. Ha actuado en varias producciones teatrales, entre ellas Gone Too Far! (2007). Chin saltó a la fama por su papel secundario en las películas Sket (2011) y Anuvahood (2011). Quizás sea mejor conocido por su papel de Tyson en la película Victim (2011) y de Michael en el premiado cortometraje The Boxer . Chin también interpretó el papel del antagonista, G-Money, en The Intent (2016) y repitió su papel en la precuela The Intent 2: The Come Up (2018). Interpretó el papel de Isaac en la serie de cortometrajes The Essence (2019). Chin también publicó un libro titulado Faith en octubre de 2019 y afirma que el libro se basa en su viaje desde las calles hasta el Islam.
Con música y poesía, Chin actúa bajo su alias "Muslim Belal" y lanzó su álbum de estudio debut, Pray Hard en 2009. Lanzó su segundo álbum The Transition en 2010. Su tercer álbum de estudio My Sumaya fue lanzado en 2015. La poesía de Chin combina el espiritismo con cuestiones sociales y su propia historia personal. También trabaja como coach de vida e imparte talleres y charlas en clubes juveniles, universidades y eventos.

## Primeros años y educación
Chin nació en Gypsy Hill, Londres, Inglaterra. Sus padres son de Jamaica y recibió su nombre de su abuelo paterno, que era chino. Creció con su madre, Andrea Ellis, y su hermana mayor, Kareena Chin, en una finca municipal del sur de Londres. Fue criado como cristiano, sin embargo pasó su juventud involucrado en la cultura de las pandillas.
Chin obtuvo una calificación A en teatro GCSE y dejó la escuela a la edad de 15 años. En 1999, Chin y su familia se mudaron a Thornton Heath, Croydon.
Chin tenía talento para la poesía, que comenzó a desarrollar desde los 12 años. En 2001, él y un amigo montaron un estudio de música, para una banda, donde Chin solía tocar teclados y diferentes cajas de resonancia. La antigua pandilla callejera y colectivo musical se llamaba SMS 'South Man Syndicate' (más tarde conocido como South Muslim Soldiers), y era conocido en ese momento como Smalls.

## Carrera

### 1999-2006:inicios
En 1999, Chin comenzó su carrera como actor en la película de la BBC Storm Damage dirigida por Lennie James Luego hizo su debut teatral con el papel de Young Mal en Lift Off de Roy Williams en el Royal Court Theatre. Chin se convirtió al Islam en 2002, tiempo durante el cual se alejó de su carrera para centrarse en su fe. Desde su conversión al Islam, Chin adoptó el nombre de Muslim Belal. En diciembre de 2005, bajo este nombre artístico, actuó en el evento inaugural de Global Peace and Unity en el Centro de Exposiciones ExCeL organizado por Islam Channel.

### 2007-2009: regreso a la actuacióny Pray Hard
Chin volvió a actuar en 2007, donde interpretó a Razer en la obra ganadora del premio Laurence Olivier de Bola Agbaje, Gone Too Far!. Laurence Olivier quedó impresionado con la actuación de Chin y le hizo repetir su papel en 2008. También interpretó el papel de Carl Wilkins en There's Only One Wayne Matthews de Roy Williams en el Polka Theatre. En agosto de 2007, interpretó el papel de Seales en la adaptación radiofónica de BBC Radio 4 de la novela de ER Braithwaite To Sir, With Love. Chin también protagonizó un papel secundario en la serie de televisión The Bill en 2007. También tuvo papeles secundarios en HolbyBlue, The Fixer, y Law & Order: UK durante este tiempo.
En julio de 2008, Chin actuó en la Islam Expo en Olympia, Londres. En febrero y marzo de 2009, realizó una gira con otros artistas de Nasheed, incluidos Mecca2Medina y Poetic Pilgrimage en el "I am Malcolm X Tour". En 2009 lanzó From the Streets to Islam, un CD en el que es entrevistado y responde a las preguntas rapeando. Este fue un adelanto del lanzamiento de su primer álbum. Ese mismo mes, Muslim Aid lanzó un sencillo colaborativo benéfico "Feed the World, Feed the Fasting". La canción contó con Chin junto con los artistas Rizwan Hussain, Abdullah Rolle, Khaleel Muhammad, Labbayk y Mecca2Medina. En octubre y noviembre de 2009, apoyó a Shaam en su gira por el Reino Unido. Ashley Chin lanzó su álbum de estudio debut Pray Hard el 15 de agosto de 2009 por Halal Dawa Records bajo su alias Muslim Belal. La poesía de Chin combina el espiritismo con cuestiones sociales y su propia historia personal. El álbum presenta temas de arrepentimiento, su conversión al Islam, dar consejos, alabar a Alá, preparativos para el más allá y suplicar a Alá.

### 2010-2014:The Transition y Victim
En octubre de 2010, actuó en el Evento Global Peace and Unity, donde también lanzó su segundo álbum The Transition. El álbum tuvo una aparición especial de Lowkey y fue lanzado el 23 de octubre de 2010. En febrero de 2011, Ashley Chin llevó su talento a los Estados Unidos y actuó en la Conferencia Anual de la Asociación de Estudiantes Musulmanes de la Universidad de Saint Louis. Esta actuación fue la primera de su tipo y desarrolló una audiencia internacional.
En 2011, Chin coescribió y protagonizó Victim en un papel principal con Michael Maris. El 22 de junio de 2012, la película se estrenó en los cines del Reino Unido. La película también está protagonizada por Ashley Madekwe, Jason Maza y Adam Deacon, David Harewood y Giggs. La película trata sobre los intentos de un joven de alejarse de una vida de crímenes violentos, con la ayuda de una sana chica de campo que viene a quedarse con su amigo en la ciudad, solo para ser blanco de represalias. Chin también tuvo papeles secundarios en los programas Waking the Dead, Silent Witness y Casualty.
Chin tuvo papeles secundarios en las películas de 2011; Cherry Tree Lane y Anuvahood, y también un cameo en Sket. También fue seleccionado como Trailblazer 2010 en el Festival Internacional de Cine de Edimburgo por el papel de Asad en Cherry Tree Lane. En abril de 2012, Chin coprotagonizó The Boxer, un cortometraje de siete minutos, junto a Paul Barber. La película fue la ganadora por "Project 7"  Fue dirigida por Henry Blake, escrita por Daniel Bailey y producida por Scruffbag Productions. La película trata sobre la relación entre un joven y su abuelo. Se estrenó el 17 de abril de 2012 en el Lexi Cinema de Kensal Rise, Londres junto con el finalista de "Project 7", estrenado durante una proyección especial.
De octubre a diciembre de 2012, interpretó el papel de Escalante en Damned By Despair de Frank McGuinness, la versión traducida al inglés de la obra de Tirso de Molina de 1625 El Condenado por Desconfiado, en el Royal National Theatre. En octubre y noviembre de 2012, participó en el rodaje de la adaptación de Destiny Ekaragha de la obra de Bola Agbaje Gone Too Far.
De mayo a agosto de 2013, interpretó el papel de Mercucio en una producción del Teatro Nacional de Romeo y Julieta de William Shakespeare en la versión de Ben Power para público joven.
En noviembre de 2013, actuó en el Global Peace and Unity Event, donde lanzó su álbum recopilatorio, Black Slave. También desempeñó papeles secundarios en Fedz y Starred Up durante este tiempo. Chin protagonizó y escribió en Pressure. Un cortometraje estrenado el día de San Valentín de 2014. Se estrenó a través de GRM Daily.

### 2015-presente:My Sumaya y Faith
Chin lanzó su tercer álbum My Sumaya el 19 de mayo de 2015. Es un álbum benéfico y todas las ganancias se destinarán a alimentar a los niños más vulnerables del este de Sudán. El álbum lleva el nombre de su hija.
Protagonizó la película del 2016 The Intent junto a Scorcher, Krept y Konan. Repitió su papel en la precuela de 2018 The Intent 2: The Come Up, lanzada en 2018. La película también fue protagonizada por Ghetts y Popcaan. Chin también tuvo un papel secundario en EastEnders. Donde interpretó el papel de Sam en 2 episodios. Después de una pausa de un año en la música, Chin lanzó el sencillo Life el 6 de enero de 2019.
Chin trabajó con Giggs para escribir y estrenar un cortometraje en promoción de su álbum Wamp 2 Dem. The Essence es un cortometraje que se estrenó el 12 de abril de 2019 en el canal de YouTube de Giggs y que está inspirado en la banda sonora de Wamp 2 Dem. Fue escrito por Michael 'Buck' Maris, Ashley Chin y April Walker y dirigido por Myles Whittingham. Chin también desempeñó un papel principal en la película y Giggs hace un cameo. Chin trabajó anteriormente con Giggs para la película Victim.
Ashley Chin publicó una autobiografía titulada Faith en octubre de 2019. Chin afirmó que aprendió más viajando por el mundo que en la escuela. Diciendo que "hablé de mi vida y cambié la vida de las personas. Ayer nací, hoy vivo, mañana muero. Lo puse todo en un libro para que me recuerden". El mes siguiente, en noviembre de 2019, Chin anunció que estaba dirigiendo y escribiendo una película basada en el libro. Es una historia de transición a la adultez sobre un niño del sur de Londres que encuentra la fe en el Islam para escapar de la vida de las pandillas. Viaja a Egipto para recuperar su fe en la vida, pero debe regresar para mantener un compromiso con la hija huérfana de su mejor amigo y enfrentar el pasado. Es un largometraje basado en la historia real de la vida de Ashley Chin. Sigue la vida de Ash, un joven del sur de Londres, y su viaje para encontrar el significado de la vida y descubrir la religión del Islam. Está protagonizada por Hope Ikpoku, Keira Chansa y Fady Elsayed y se estrenó en 2022.

## Vida personal
En 2002, a la edad de 19 años, Chin se convirtió al Islam. En 2004, viajó a Egipto y vivió allí durante un año para estudiar el Islam.
Su madre y su hermana mayor también se convirtieron al Islam. Es fanático del Manchester United Football Club.
En junio de 2010, Chin realizó la Umrah (la segunda peregrinación islámica más grande a La Meca, Arabia Saudita). Entre julio de 2011 y mayo de 2012, Chin residió en la Ciudad de Kuwait, Kuwait.
En julio de 2013, apareció en Ramadan Reflections de Channel 4. En febrero de 2014, Chin creó una organización benéfica ABC Life. En junio de 2014, visitó Pakistán para dar una conferencia y grabar entrevistas televisivas en Dreamworld Family Resort en Karachi.

## Filmografía

### Películas
| Año  | Título                            | Papel     | Notas                                          |
| ---- | --------------------------------- | --------- | ---------------------------------------------- |
| 2010 | Cherry Tree Lane                  | Asad      | Papel de reparto                               |
| 2011 | Sket                              | Titch     | Papel de reparto                               |
| 2011 | Anuvahood                         | Mo        | Papel de reparto                               |
| 2011 | Victim                            | Tyson     | Protagonista, guionista y productor asociado   |
| 2012 | The Boxer                         | Michael   | Protagonista                                   |
| 2013 | Fedz                              | Tyson     | Papel de reparto                               |
| 2013 | Starred Up                        | Ryan      | Papel de reparto                               |
| 2013 | Gone Too Far                      | Mark      | Papel de reparto                               |
| 2013 | Plastic                           | Dion      | Papel de reparto                               |
| 2013 | Snow in Paradise                  | Amjad     | Papel de reparto                               |
| 2014 | Money and Grime                   | Valentine | Papel de reparto                               |
| 2016 | The Intent                        | G Money   | Papel de reparto                               |
| 2017 | Refu G's - Minorities Not Welcome | Belal     | Protagonista                                   |
| 2018 | The Intent 2: The Come Up         | G Money   | Protagonista                                   |
| 2019 | The Essence                       | Isaac     | Protagonista, también guionista. Cortometraje. |
| 2019 | Run, Shaykh, Run!                 | Belal     | Protagonista. Cortometraje.                    |
| 2022 | Faith                             |           | Director, guionista y productor.               |

### Televisión
| Año  | Título              | Papel         | Notas                                                                      |
| ---- | ------------------- | ------------- | -------------------------------------------------------------------------- |
| 2000 | Storm Damage        | Leon          | Película de televisión                                                     |
| 2007 | The Bill            | Theo Sankara  | 1 episodio: "#23.42: Code of Silence"                                      |
| 2008 | HolbyBlue           | Kwame Kwelo   | 1 episodio: "#2.9"                                                         |
| 2009 | Law & Order: UK     | Theo Carson   | 1 episodio: "#2.1: Samaritan"                                              |
| 2009 | The Fixer           | B             | 2 episodios: "#2.1", "#2.2"                                                |
| 2010 | The Bill            | Jamal Carr    | 1 episodio: "#26.29: Tombstone"                                            |
| 2011 | Waking the Dead     | Jakob Barclay | 2 episodios: "#9:7: Conviction: Part 1", "#9:8: Conviction: Part 2"        |
| 2013 | Silent Witness      | Mark Benson   | 2 episodios: "#16:5: Trust: Part 1", "#16:6: Trust: Part 2"                |
| 2013 | The Youth Show      | Himself       | 2 episodios                                                                |
| 2013 | Ramadan Reflections | Himself       |                                                                            |
| 2014 | Casualty            | Jason Lister  | 2 episodios: "#28:34: Games for Boys", "#28:37: When Nothing Else Matters" |
| 2015 | Venus vs. Mars      | Sean          | 3 episodios: "The Break-Up", "The Set Up", "Social Network"                |
| 2018 | EastEnders          | Sam           | 2 episodios                                                                |

### Teatro
| Año  | Título                          | Papel        | Notas                                        |
| ---- | ------------------------------- | ------------ | -------------------------------------------- |
| 1999 | Lift Off                        | Young Mal    | Royal Court Theatre                          |
| 2007 | Gone Too Far!                   | Razer        | Royal Court Theatre                          |
| 2007 | There's Only One Wayne Matthews | Carl Wilkins | Polka Theatre                                |
| 2008 | Gone Too Far!                   | Razer        | Royal Court Theatre / Hackney Empire Theatre |
| 2009 | Playsize                        | Varios       | Young Vic Theatre                            |
| 2012 | Damned By Despair               | Escalante    | Royal National Theatre                       |
| 2013 | Romeo and Juliet                | Mercucio     | Royal National Theatre                       |